# Bijahual
Bijahual är en ort i Mexiko.   Den ligger i kommunen Tapachula och delstaten Chiapas, i den sydöstra delen av landet, 900 km sydost om huvudstaden Mexico City. Bijahual ligger 1 960 meter över havet och antalet invånare är 827.
Terrängen runt Bijahual är bergig söderut, men norrut är den kuperad. Runt Bijahual är det ganska tätbefolkat, med 172 invånare per kvadratkilometer. Närmaste större samhälle är Motozintla de Mendoza, 19,1 km norr om Bijahual. I omgivningarna runt Bijahual växer i huvudsak städsegrön lövskog.